# Унгун
Унгу́н — село в Ленинском районе Еврейской автономной области, входит в Лазаревское сельское поселение.

## География
Село Унгун расположено к юго-западу от Биробиджана, через село проходит автотрасса областного значения Бирофельд — Амурзет.
Расстояние административного центра сельского поселения Лазарево около 5 км (на северо-восток по автотрассе Бирофельд — Амурзет), расстояние до Биробиджана (через село Бирофельд) 91 км.
Расстояние до районного центра села Ленинское около 44 км (на юго-восток, через село Бабстово).

## Население
| 1992 | 2002 | 2010 |
| ---- | ---- | ---- |
| 605  | ↘374 | ↘322 |

## Инфраструктура
- Сельскохозяйственные предприятия Ленинского района.
- Через село проходит железнодорожная линия Биробиджан I — Нижнеленинское, в селе находится станция Унгун ДВЖД.